# Das Totenschiff (Dokumentarfilm)
Das Totenschiff ist ein Dokumentarfilm von Wilfried Huismann, in dem der Untergang des Zementfrachters Scantrader am 11. Februar 1990 im Golf von Biscaya thematisiert wird.

## Handlung
Die Scantrader lief am 11. Februar 1990 aus dem spanischen Hafen Bilbao mit einer Ladung Zement nach Sharpness (Gloucestershire)/England  aus. Sie ging noch am selben Tag im Golf von Biscaya verschollen. Weder wurden Wrackteile noch Spuren der 12-köpfigen Besatzung, bestehend aus Deutschen, Polen und Indern, gefunden.
Huismann recherchierte in Spanien, Polen, Norwegen, Lübeck, Hamburg und Indien und interviewte unter anderen ehemalige Besatzungsmitglieder, Angehörige der verschollenen Seeleute, einen Hamburger Wasserschutzpolizeibeamten, einen indischen Arbeitsvermittler und Beamte von Seebehörden.  Die Lübecker Reederei SK-Schiffahrt, Inhaber Heinrich Beutler, war Eigentümerin der Scantrader, hatte das Schiff allerdings nach Malta ausgeflaggt. Mehrere Interviewangebote Huismanns lehnte Beutler rigoros ab.
Huismann Recherchen ergaben, dass der Kapitän der Scantrader von Beutler ein panamesisches Patent für große Fahrt vermittelt bekommen hatte und einem weiteren Offizier das Patent entzogen worden war. Das Schiff war nachweislich überladen, die Maschine marode und der Kapitän nicht über Umbauten informiert worden, die bei dem Transport die Führung eines Wasserballasts notwendig gemacht hätten. Offensichtlich kenterte die Scantrader in einem schweren Sturm, da sie überladen war und keinen ausreichenden Ballast führte. Die Angehörigen der indischen Seeleute waren von Beutler nicht über den Tod der Familienmitglieder informiert und die Lebensversicherungen nicht an die Hinterbliebenen ausgezahlt worden.
Der Film führte zu mehreren Gerichtsprozessen. In letzter Instanz wurde Beutler 2004 freigesprochen, da sich nicht mehr zweifelsfrei klären ließ, ob der Untergang tatsächlich auf Überladung zurückzuführen war. Das Wrack der Scantrader wurde bis heute (Stand 2023) nicht gefunden.

## Auszeichnungen
Der Film wurde 1995 sowohl mit dem Adolf-Grimme-Preis als auch mit dem Fritz-Sänger-Preis ausgezeichnet.